# زویا پطروسیان
زویا ساهاکی پطروسیان (ارمنی: Զոյա Սահակի Պետրոսյան؛  زادهٔ ۹ اوت ۱۹۲۹) نوازنده ویولن، کارشناس آموزشی اهل ارمنستان است. وی از سال میلادی تاکنون مشغول فعالیت بوده است.

## زندگی‌نامه
وی در ۹ اوت ۱۹۲۹ در ایروان به دنیا آمد و از کنسرواتوار دولتی کومیتاس ایروان و کنسرواتوار دولتی چایکوفسکی مسکو فارغ‌التحصیل گشت.  همچنین برندهٔ جوایزی همچون هنرمند شایسته ارمنستان شوروی شده است.